# Castellum Tingitii
Castellum Tingitii (łac. Castellanus Tingitii) - stolica historycznej diecezji we Cesarstwie rzymskim w prowincji Mauretania Cezarensis, współcześnie kojarzona z Al-Asnam w północnej Algierii. Obecnie katolickie biskupstwo tytularne. Od 1999 biskupem Castellum Tingitii jest biskup pomocniczy łódzki Ireneusz Pękalski.

## Biskupi tytularni
| Lp. | Biskup                  | Funkcja                                    | Od              | Do              |
| --- | ----------------------- | ------------------------------------------ | --------------- | --------------- |
| 1   | Augustin Rodríguez      | ordynariusz polowy sił zbrojnych Paragwaju | 7 grudnia 1965  | 25 grudnia 1968 |
| 2   | Antonino Nepomuceno OMI | biskup pomocniczy Cotabato (Filipiny)      | 11 lipca 1969   | 14 lutego 1997  |
| 3   | Ireneusz Pękalski       | biskup pomocniczy łódzki                   | 11 grudnia 1999 |                 |